# Tinajas (Chiriquí)
Tinajas es un corregimiento del distrito de Dolega en la provincia de Chiriquí, República de Panamá. La localidad tiene 1.530 habitantes (2010).